# Monomorium tchelichofi
Monomorium tchelichofi är en myrart som beskrevs av Auguste-Henri Forel 1914. Monomorium tchelichofi ingår i släktet Monomorium och familjen myror. Inga underarter finns listade i Catalogue of Life.